# Petaurillus hosei
Petaurillus hosei es una especie de roedor de la familia Sciuridae. Fue nombrada por el zoólogo Charles manguera.

## Distribución geográfica
Es  endémica de Malasia.